# René Haselbacher
René Haselbacher (* 15. September 1977 in Wien) ist ein ehemaliger österreichischer Radrennfahrer und heutiger Radsportmodedesigner.

## Sportlicher Werdegang
Von seinem achten bis zum zehnten Lebensjahr spielte René Haselbacher Fußball. Mit 14 folgte dann der Wechsel zum Radsport. 1996 wurde er Radprofi und fuhr zunächst für die beiden österreichischen Teams Elk-Haus und Tel-Mineralwolle.
Ab 1999 fuhr Haselbacher für das deutsche Team Gerolsteiner unter der Leitung von Hans-Michael Holczer. Seinen größten Erfolg feierte Haselbacher im April 2006 mit dem Gesamtsieg der Rheinland-Pfalz-Rundfahrt. In den Jahren 2007 und 2008 fuhr er für das Team Astana. Seit der Saison 2009 startete der Sprinter für das österreichische Team Vorarlberg-Corratec. Am 1. Juli 2010 verließ René Haselbacher dieses Team nach dessen Lizenzverlust als Pro Continental Status.
Im Februar 2011 beendete Haselbacher seine Karriere nach erfolgloser Teamsuche. Er zog anschließend nach Südafrika, der Heimat seiner Frau.
Jetzt lebt Haselbacher mit seiner Frau und seinem Sohn die Hälfte des Jahres in Kapstadt und die andere Hälfte in Österreich und betreibt gemeinsam mit seiner Frau ein Unternehmen zum Design und Herstellung von individueller Radkleidung.

## Erfolge
1998
- Österreichischer Radsportler des Jahres

1999
- eine Etappe Dekra Cup

2000
- Österreichischer Zeitfahrmeister
- Burgenland-Rundfahrt

2002
- Österreichischer Staatsmeister Straße
- eine Etappe Schweden-Rundfahrt

2003
- eine Etappe Rheinland-Pfalz-Rundfahrt

2006
- eine Etappe und Gesamtwertung Rheinland-Pfalz-Rundfahrt

2007
- 2. Platz Algarve-Rundfahrt

2008
- eine Etappe Österreich-Rundfahrt

2010
- eine Etappe Giro del Capo